# Květa Eretová
Květa Eretová ou Eretová-Jeništová est une joueuse d'échecs tchèque née le 21 octobre 1926 à Prague et morte le 8 janvier 2021. Dix fois championne de Tchécoslovaquie de 1955 à 1986 (le record), elle a obtenu le titre de maître international féminin en 1957 et celui de grand maître international féminin en 1986.

## Tournois des candidates
Květa Eretová a participé au tournoi des candidates au championnat du monde d'échecs féminin en 1959 (elle marqua 6 points sur 14) et en 1964 (elle marqua la moitié des points : 8,5 sur 17). En 1979, elle finit huitième ex æquo du tournoi interzonal féminin de Rio de Janeiro avec 9 points sur 16.

## Olympiades féminines
Květa Eretová a représenté la Tchécoslovaquie lors de cinq olympiades d'échecs féminines : elle remporta la médaille d'argent individuelle au deuxième échiquier (avec 8,5 points sur 11) lors de la première olympiade féminine en 1957. En 1969, elle remporta la médaille de bronze par équipe et la médaille de bronze individuelle au deuxième échiquier (avec 6,5 points sur 9).